# All Lights Fucked on the Hairy Amp Drooling
All Lights Fucked on the Hairy Amp Drooling es una grabación hecha por Efrim Menuck bajo el nombre de Godspeed You Black Emperor!, pero a pesar de eso el mismo Menuck no considera esta grabación musicalmente hablando como un disco de Godspeed You Black Emperor!. Fue publicado en casete en diciembre de 1994 y limitado a 33 copias. las cuales fueron vendidas, pero perdidas en su totalidad.
En este punto, el grupo consistía solamente de Efrim Menuck, Mauro Pezzente, y Mike Moya.
Hasta febrero de 2022 la grabación se creía completamente perdida, con la excepción de la grabación original que Constellation Records conservó, pero jamás la publicó. Pero un usuario de 4chan publicó una copia digital de la grabación a través de Mega. Efrim Menuck recibió correos electrónicos preguntando acerca de la autenticidad de la grabación, tras 30 segundos de escucha se dio cuenta de que la grabación era genuina por lo que decidió lanzar la grabación en la cuenta oficial de la banda en Bandcamp, las ganancias irán directamente para la compra de oxígeno para la zona de la Franja de Gaza.

Acerca de la grabación Efrim comento:
"No siento que el casete haya sido un error, no me siento avergonzado por eso [...] Si fuera más joven que lo que soy ahora, simplemente lo habría puesto en SoundCloud. [. ..] No estoy confundido acerca de nada de eso, ¿sabes? Es solo que este es otro punto, que no es Godspeed, y se siente una falta de respeto hacia mis amigos con quienes he tocado música por casi 30 años para presentar esta cosa que era solo yo y una pequeña habitación, ¿sabes?"

## Lista de canciones

### Lado A
1. "Drifting Intro Open"
2. "Shot Thru Tubes"
3. "Three Three Three"
4. "When All the Furnaces Exploded"
5. "Beep"
6. "Hush"
7. "Son of a Diplomat, Daughter of a Politician"
8. "Glencairn 14"
9. "$13.13"
10. "Loose the Idiot Dogs"
11. "Diminishing Shine"
12. "Random Luvly Moncton Blue(s)"
13. "Dadmomdaddy"

### Lado B
1. "333 Frames Per Second"
2. "Revisionist Alternatif Wounds to the Hair-cut Hit Head"
3. "Ditty for Moya"
4. "Buried Ton"
5. "And the Hairy Guts Shine"
6. "Hoarding"
7. "Deterior 23"
8. "All Angels Gone"
9. "Deterior 17"
10. "Deterior Three"
11. "Devil's in the Church"
12. "No Job"
13. "Dress Like Shit"
14. "Perfumed Pink Corpses from the Lips of Ms. Céline Dion"

## Integrantes

### Godspeed You Black Emperor!
- Efrim Menuck
- Mauro Pezzente
- Mike Moya